# Таємний знак
Таємний знак (англ. The High Sign) — американська німа кінокомедія Едварда Клайна 1921 року з Бастером Кітоном в головній ролі.

## Сюжет
Герой Бастера Кітона сходить з поїзда неподалік від парку розваг. Він влаштовується на роботу в тир, який, як пізніше з'ясовується, належить кровожерливим бандитам. Вони доручають нашому герою вбити бізнесмена, але він, навпаки, захищає бізнесмена і його дочку, облаштувавши їх будинок безліччю хитромудрих пристроїв.

## У ролях
- Бастер Кітон — головний герой
- Бартін Буркетт — міс Нікельнурсер
- Чарльз Дореті — ганстер
- Інгрем Б. Пікетт — Тіні Тім